# Ярославец (Польша)
Ярославец (пол. Jarosławiec) — деревня в Замойском повете Люблинского воеводства Польши. Входит в состав гмины Ситно. Находится примерно в 7 км к востоку от центра города Замосць. По данным переписи 2011 года, в деревне проживало 1517 человек.
В 1975—1998 годах деревня входила в состав Замойского воеводства.

## Население
Демографическая структура по состоянию на 31 марта 2011 года:
|         | Всего | До трудоспособного возраста | Трудоспособного возраста | Старше трудоспособного возраста |
| ------- | ----- | --------------------------- | ------------------------ | ------------------------------- |
| Мужчины | 749   | 168                         | 534                      | 47                              |
| Женщины | 768   | 150                         | 493                      | 125                             |
| Всего   | 1517  | 318                         | 1027                     | 172                             |